# ヨナタン・ネタニヤフ
ヨナタン・"ヨニ"・ネタニヤフ（ヘブライ語: יוֹנָתָן "יוֹנִי" נְתַנְיָהוּ‎、英語: Yonatan "Yoni" Netanyahu、1946年3月13日 - 1976年7月4日）は、イスラエルの軍人。
特殊部隊サイェレット・マトカルの隊員であり、1976年のエンテベ空港奇襲作戦では兵士として唯一の戦死者となった。第四次中東戦争での活躍により殊勲章を授与されている。イスラエル首相を務めたベンヤミン・ネタニヤフの兄。

## 略歴
ヨナタン・ネタニヤフは父ベンシオンと母セラの長男として生まれた。父ベンシオンはコーネル大学の名誉教授であり、マラーノについて広く研究していた。弟ベンヤミンは政治家で、後に第13代・第17代イスラエル首相を務めた。もう1人の弟イドは放射線科医で作家。ヨナタン・ネタニヤフは2人の弟と共に、イスラエル国防軍のエリート部隊「サイェレット・マトカル」のメンバーであった。ネタニヤフはヨム・キプール戦争で勲章を受章した。
ネタニヤフは30歳の若さで中佐として1976年に行われたエンテベ空港奇襲作戦におけるイスラエル軍部隊を指揮したが、ウガンダ軍の攻撃を受け戦死した。同作戦においてネタニヤフはイスラエル軍人の中で唯一の戦死者であった。

## 生涯

### 軍人としての経歴

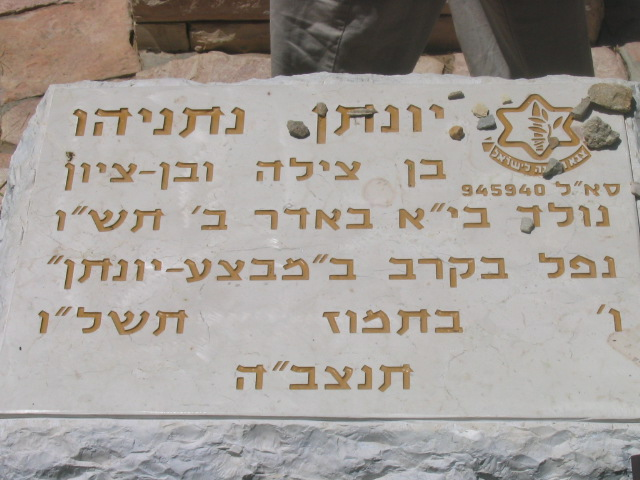
ヘルツルの丘にあるヨナタン・ネタニヤフの墓

1964年に彼はイスラエル国防軍（IDF）に入軍する。彼は最初空挺旅団に志願し、将校養成コースへ出世する。その後、空挺旅団における中隊の指揮官となった彼は六日間戦争中の1967年6月5日、シナイ半島のウム・カティフでエジプト軍を敗退させた後、ゴラン高原に転戦した。その際、彼は敵の攻撃で負傷した味方の兵士を救助中、肘に傷を負ってしまう。
六日間戦争が終わり、軍人を退いた彼はハーバード大学で学ぶためアメリカへと戻る（哲学と数学を専攻し、両方とも優秀な成績だった）。しかし、わずか1年後、シナイ半島の領有をめぐってエジプトとのあいだに新たに消耗戦争が勃発したことにより再び軍人として本国に戻ることになった彼は学業の場をエルサレムのヘブライ大学に移した。
1970年代初め、彼はサイェレット・マトカル（Sayeret Matkal、参謀本部偵察部隊）に入隊する。1972年の夏には部隊の副指揮官に任命され、イスラエル軍捕虜を解放するためにシリア軍に奇襲攻撃を仕掛け敵の指揮官を捕らえることに成功している。
1973年に起こったミュンヘンオリンピック事件の際にはイスラエル諜報特務庁とともに、レバノンにおけるブラック・セプテンバーのメンバーに対する奇襲攻撃にも参加している。
1973年からの第四次中東戦争でサイェレット・マトカルを指揮してシリア軍コマンド部隊の侵攻を食い止め、前線で負傷したヨッシ・ベン＝ハナン中尉を救出するなどの功績をたたえられた彼は優れた軍人に送られる殊勲章を受賞する。その後彼は先の戦いにより甚大な消耗を生じた指揮官不足を埋めるべく機甲部隊に志願する。機甲部隊指揮課程を優秀な成績で終了し、弱体化した第188バラク機甲旅団の指揮官として部隊の立て直しに成功する。1975年にはサイェレト・マトカルに部隊指揮官として復帰した。
1976年7月4日、彼はウガンダのエンテベでの作戦中、敵の銃撃を受け命を落とした。この作戦は最終的には成功とされたが、彼の現場復帰後初めての作戦でもあり、彼の殉職をたたえ『ヨナタン作戦』と名づけられた。
二日後、ヨナタン・ネタニヤフはエルサレムにあるヘルツルの丘の軍人墓地に埋葬された。葬儀には多数の民衆とイスラエルの要人が訪れた。当時の国防省長官シモン・ペレスは彼の業績を称え、"一つの銃弾が若いハートを引き裂いた、イスラエルの最良の息子の一人、最も勇敢な戦士の一人、最も頼もしい指揮官の一人、・・・崇高なる人、ヨナタン・ネタニヤフである。"という句を残している。

## 登場する作品
- エンテベの勝利 (演:リチャード・ドレイファス）
- 特攻サンダーボルト作戦（演：スティーヴン・マクト）